# Shawn Davis
Shawn Davis (Miami, 24 settembre 1999) è un giocatore di football americano liberiano che milita nel ruolo di safety per i Green Bay Packers della National Football League (NFL).

## Carriera

### Indianapolis Colts
Davis al giocò a football a Florida. Fu scelto nel corso del quinto giro (165º assoluto) del Draft NFL 2021 dagli Indianapolis Colts. Fu svincolato il 31 agosto 2021 e rifirmò con la squadra di allenamento il giorno successivo. Il 16 settembre fu svincolato definitivamente.

### Green Bay Packers
Il 21 settembre 2021 Davis firmò con la squadra di allenamento dei Green Bay Packers. Il 18 dicembre fu promosso nel roster attivo. Debuttò nella settimana 16 contro i Cleveland Browns mettendo a segno un tackle, la sua unica presenza nella sua stagione da rookie.